# Massama
Màssama è un centro abitato della Sardegna situato nel Campidano settentrionale, è una frazione del comune di Oristano di circa 600 abitanti.

## Geografia fisica

### Territorio
Il paese è situato nella Sardegna centro occidentale e precisamente nel Campidano settentrionale, al limite della zona di esondazione del fiume Tirso che scorre a circa due chilometri dall'abitato, l'altitudine è di 9 metri sul livello del mare la distanza dalla costa inferiore ai cinque km.
Il territorio di Massama confina a nord con il comune di Zeddiani, Siamaggiore a nord-est, a sud-est con la frazione di Silì. A ovest con Nuraxinieddu e Baratili San Pietro.
Il territorio è pianeggiante, con rari rilievi, sono presenti alcuni torrenti: 'Su barrocu', 'S'arriu' e il canale 'riu nura craba' detto 'canali de cioadrixi' dai locali.
Il terreno è fertile ed adatto alle coltivazioni orticole nella zona verso il fiume Tirso e ai cereali, vigneti, oliveti e frutteti nella parte restante.

### Clima
Il clima è mediterraneo con estati calde e inverni miti, le piogge sono concentrate tra ottobre e maggio.
I mesi più freddi sono gennaio e febbraio, i più caldi luglio e agosto.

## Storia
I primi insediamenti umani risalgono al periodo preistorico, gli studiosi localizzano presso la zona denominata 'montigu mannu' un insediamento eneolitico (prenuragico) e uno stanziamento nuragico che avrebbe ospitato un nuraghe monotorre poi demolito.
Massama ha origini romane e trae il nome da una statio che sorgeva lungo la via Maxima, l'antica strada che congiungeva Tharros a Forum Traiani (Fordongianus).
Nel medioevo la Villa giudicale di Massama entrò a far parte del Giudicato d’Arborea e fu compresa nella curatoria del Campidano Maggiore.
Nel 1410 entrò a far parte del marchesato di Oristano e vi rimase fino al 1477 quando il grande feudo fu sequestrato a Leonardo Alagon e amministrato da funzionari reali. Nel 1652 si verificò un'epidemia di peste.
Nel 1767 le sue rendite civili entrarono a far parte del marchesato d'Arcais, feudo dei Nurra.
Nel 1821 fu inclusa nella provincia di Oristano e finalmente nel 1836 fu liberata dalla dipendenza feudale. Nel 1848 furono abolite le province ed entrò a far parte della divisione amministrativa di Cagliari e nel 1859 della omonima rinnovata provincia.
Nella notte tra 8 e 9 febbraio 1917 una esondazione del fiume Tirso, dopo giorni di piogge, provocò il crollo di 34 abitazioni e l'allagamento di quasi tutte le restanti.
Massama venne integrata nel Comune di Oristano come frazione nel 1927.

## Monumenti e luoghi d'interesse

### Architetture religiose
Degne di nota la chiesa parrocchiale dedicata a santa Maria Vergine Assunta, l'oratorio delle Anime, il cui primo impianto si ipotizza sia antecedente all'anno 1000, e la chiesa di San Nicola presente nel sito dell'ex cimitero.

### Aree verdi
- Il paese è situato in una campagna particolarmente fertile e verde, data la prossimità del fiume Tirso; inoltre all'interno del centro abitato sono presenti alcune aree verdi. Il 'parchetto della madonnina': in prossimità dell'ingresso principale arrivando dalla S.S.131; la piccola area alberata di via Barbagia, quella tra la ex scuola materna e la via ogliastra; il piccolo parco tra via Cornus e via Carlo Emanuele.

## Cultura

### Biblioteca
- La Biblioteca di Massama è una sede decentrata della biblioteca comunale di Oristano, è ospitata nei locali della ex scuola materna.

### Eventi
- Santa Maria Assunta il 15 agosto, patrona del paese, è la festività principale.
- Santa Vittoria l'ultima domenica di agosto, nonostante la ricorrenza ufficiale sia il 23 dicembre, i Massamesi la considerano patrona dei ragazzi scapoli 'is bagadius' e delle nubili 'is bagadias' e sono proprio questi ad organizzare i festeggiamenti religiosi e civili coordinati da una giovane donna nubile detta 'sa priorissa'.
- San Nicola il 6 dicembre, al Santo era intitolata la vecchia chiesetta campestre.
- Santa Mariedda (Vergine di Monserrato) il 27 aprile.

## Infrastrutture e trasporti
Massama è collegata ad Oristano e alle altre frazioni attraverso il sistema di trasporto urbano comunale e agli altri centri della provincia attraverso le autolinee ARST.
La più vicina stazione ferroviaria si trova ad Oristano.
La strada statale SS 131 al km 98.6 ha un'uscita in prossimità di Massama denominata 'Oristano Nord'.
La strada statale SS 292 costeggia l'abitato e conclude il suo percorso confluendo nella SS 131.
La strada provinciale SP 9 che proviene da Zeddiani, si incrocia con la SS 292 in corrispondenza di uno degli ingressi del centro abitato, attraversa il paese e prosegue per Siamaggiore.